# Escalera de Jacob (William Blake)
La Escalera de Jacob es una obra del pintor inglés William Blake (1757-1827) que representa un fragmento del Antiguo Testamento, capítulo 28. Está datada del 1805 y está hecha a lápiz, tinta y acuarela y se expone en el Museo Británico de Londres.

## Fuente literaria
La obra está basada en el capítulo 28 (versículo 10-19), El sueño de Jacob que se encuentra en el libro Génesis del Antiguo Testamento. Nos explica el sueño de Jacob (hijo de Isaac y de Rebeca) que tuvo cuando iba a la ciudad de Haran en busca de esposa, después de ser bendecido por su padre, éste pensando que era su otro hijo y de haber engañado a su hermano Esaú:

11 Llegando a cierto lugar, se dispuso a hacer noche allí, porque ya se había puesto el sol. Tomó una de las piedras del lugar, se la puso por cabezal, y acostóse en aquel lugar. 12 Y tuvo un sueño; soñó con una escalera apoyada en tierra, y cuya cima tocaba los cielos, y he aquí que los ángeles de Dios subían y bajaban por ella. 13 Y vio que Yahveh estaba sobre ella, y que le dijo: «Yo soy Yahveh, el Dios de tu padre Abraham y el Dios de Isaac. La tierra en que estás acostado te la doy para ti y tu descendencia. 14 Tu descendencia será como el polvo de la tierra y te extenderás al poniente y al oriente, al norte y al mediodía; y por ti se bendecirán todos los linajes de la tierra; y por tu descendencia. 15 Mira que yo estoy contigo; te guardaré por doquiera que vayas y te devolveré a este solar. No, no te abandonaré hasta haber cumplido lo que te he dicho.» 16 Despertó Jacob de su sueño y dijo: «¡Así pues, está Yahveh en este lugar y yo no lo sabía!» 17 Y asustado dijo: «¡Qué temible es este lugar! ¡Esto no es otra cosa sino la casa de Dios y la puerta del cielo!» 18 Levantóse Jacob de madrugada, y tomando la piedra que se había puesto por cabezal, la erigió como estela y derramó aceite sobre ella. 19 Y llamó a aquel lugar Betel, aunque el nombre primitivo de la ciudad era Luz.